# ایگاپورا
ایگاپورا (به پرتغالی: Igaporã) یک منطقهٔ مسکونی در برزیل است که در باهیا واقع شده‌است. ایگاپورا ۱۵٬۶۵۰ نفر جمعیت دارد.